# Porc au caramel
Pour les articles homonymes, voir Porc et Caramel (homonymie).
Le porc au caramel (thịt kho en vietnamien) est une spécialité culinaire traditionnelle de cuisine vietnamienne, variante du hongshao rou de la cuisine chinoise, à base de porc (ou de poisson ou de bœuf) et de sauce sucré-salé caramélisée au nước mắm et sauce de soja.

## Histoire
Cette recette traditionnelle de la cuisine vietnamienne (avec le phở ou les nems).

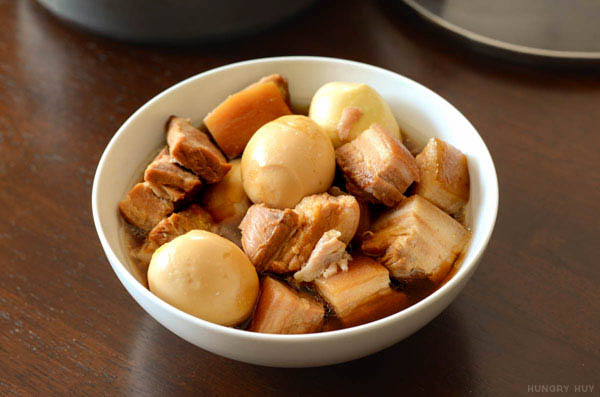
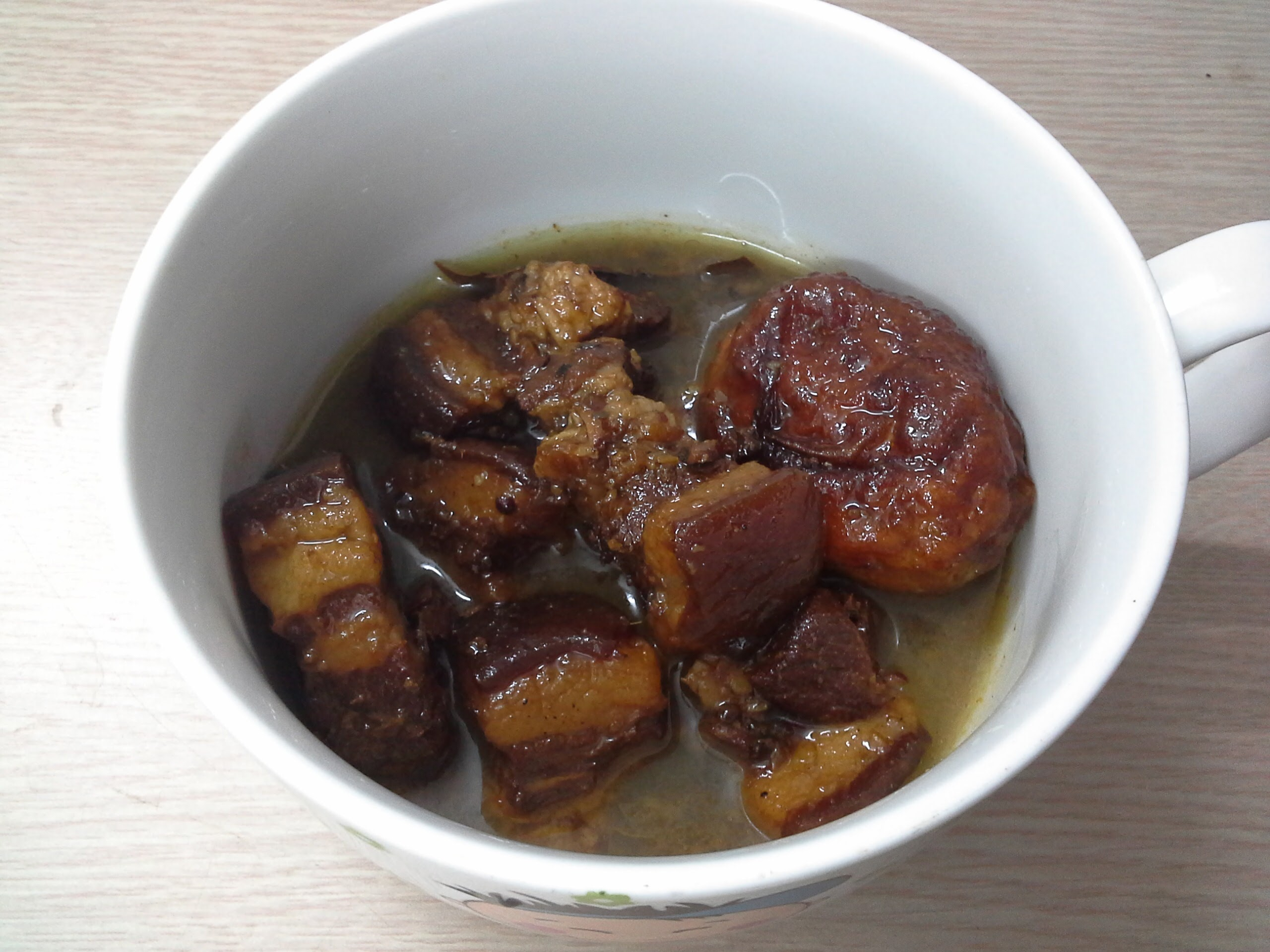

Elle est traditionnellement réalisée avec des morceaux de porc braisés et des œufs durs, mijotés avec une sauce salée-sucrée caramélisée à base de sucre, eau de coco, nước mắm, sauce de soja, ail, échalotte, gingembre, citronnelle, coriandre,,.